# Eustala scitula
Eustala scitula là một loài nhện trong họ Araneidae.
Loài này thuộc chi Eustala. Eustala scitula được Arthur Merton Chickering miêu tả năm 1955.